# Орден «За заслуги в культуре и искусстве»
О́рден «За заслуги в культуре и искусстве» — государственная награда Российской Федерации, учреждённая Указом Президента Российской Федерации № 460 от 9 августа 2021 года для поощрения граждан Российской Федерации и иностранных граждан, за заслуги в сфере культуры и искусства.

## Статутордена
Орденом «За заслуги в культуре и искусстве» награждаются граждане:
- за создание театральных спектаклей, кино- и телефильмов, литературных и музыкальных произведений, концертных и цирковых программ, телевизионных и радиопередач, произведений монументального и декоративно-прикладного искусства, получивших широкое признание общественности и профессионального сообщества;

- за проектирование и возведение уникальных архитектурных комплексов, зданий, сооружений;

- за создание высокохудожественных образов в театральных спектаклях и кинофильмах, произведений живописи, скульптуры и графики;

- за большой вклад в изучение, сохранение и популяризацию российской художественной культуры и искусства, культурного наследия народов Российской Федерации;

- за особые заслуги в организации и проведении реставрации и восстановлении объектов культурного наследия народов Российской Федерации, создании историко-культурных заповедников;

- за заслуги в просветительской деятельности в области культуры и искусства, патриотическом и военно-патриотическом воспитании молодежи;

- за заслуги в развитии системы профессионального образования в области искусств в целях подготовки творческих работников для осуществления всех видов культурной деятельности, в том числе деятельности в сфере академической музыки, оперного и балетного искусства, драматического театра, кинематографии, креативных (творческих) индустрий, в обеспечении высокого профессионализма российских исполнителей и их конкурентоспособности на международном уровне;

- за большой вклад в создание и развитие детских и молодёжных организаций, объединений, движений, ориентированных на творческую, добровольческую (волонтерскую), благотворительную и познавательную деятельность;

- за заслуги в установлении, развитии и поддержании международных культурных и гуманитарных связей;

- за иные заслуги в сфере культуры и искусства.

Орденом «За заслуги в культуре и искусстве» могут быть награждены иностранные граждане за активное участие в творческой деятельности российских организаций культуры и искусства, большой вклад в реализацию совместных с Российской Федерацией проектов в сфере культуры и искусства, популяризацию и продвижение российской культуры и искусства за рубежом, привлечение инвестиций в развитие российской культуры и искусства.
Награждение гражданина Российской Федерации орденом «За заслуги в культуре и искусстве», как правило, производится при условии наличия у него иной государственной награды Российской Федерации.

### Порядок ношения
- Знак ордена «За заслуги в культуре и искусстве» носится на левой стороне груди и при наличии других орденов Российской Федерации располагается после знака ордена Пирогова.
- Для особых случаев и возможного повседневного ношения предусматривается ношение миниатюрной копии знака ордена «За заслуги в культуре и искусстве», которая располагается после миниатюрной копии знака ордена Пирогова.
- При ношении на форменной одежде ленты ордена «За заслуги в культуре и искусстве» на планке она располагается после ленты ордена Пирогова.
- На гражданской одежде носится лента ордена «За заслуги в культуре и искусстве» в виде розетки, которая располагается на левой стороне груди.

## Описание ордена

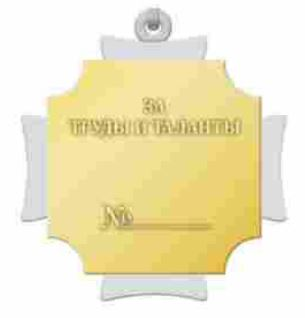
Реверс знака ордена

Знак ордена «За заслуги в культуре и искусстве» из серебра с эмалью. Он представляет собой прямой равноконечный крест с концами, оформленными в виде картушей (орнаментальная окантовка в виде свитка со свёрнутыми углами), наложенный на квадратную пластину из серебра с позолотой, с вырезанными углами, покрытыми эмалью цветов Государственного флага Российской Федерации. В центре креста — круглый серебряный медальон с выпуклым бортиком, покрытый белой эмалью, на нём — рельефное изображение Государственного герба Российской Федерации золотистого цвета. По окружности медальона, на кайме из синей эмали, — надпись прямыми рельефными позолоченными буквами: «ЗА ЗАСЛУГИ В КУЛЬТУРЕ И ИСКУССТВЕ». Медальон окаймлен венком из оливковой и пальмовой ветвей. Перекрещенные внизу концы ветвей перевязаны золотистой лентой. В верхней части креста — рельефное изображение лиры, на него наложено изображение перекрещённых гусиного пера и художественной кисти. Оба изображения золотистого цвета. Расстояние между противоположными концами креста — 40 мм. На оборотной стороне знака ордена рельефными прямыми буквами написан девиз ордена: «ЗА ТРУДЫ И ТАЛАНТЫ». Внизу, под девизом, — номер ордена.
Знак ордена при помощи ушка и кольца соединяется с пятиугольной колодкой. Колодка обтянута шёлковой, муаровой лентой красного цвета. По краям ленты — жёлтая кайма, в центре — продольная полоса синего цвета. Ширина ленты — 24 мм, ширина синей полосы — 2 мм, ширина каймы — 1 мм.
Миниатюрная копия знака ордена «За заслуги в культуре и искусстве» носится на колодке. Расстояние между концами креста — 15,8 мм, высота колодки от вершины нижнего угла до середины верхней стороны — 19,2 мм, длина верхней стороны — 10 мм, длина каждой из боковых сторон — 10 мм, длина каждой из сторон, образующих нижний угол, — 10 мм.
При ношении на форменной одежде ленты ордена «За заслуги в культуре и искусстве» используется планка высотой 8 мм, ширина ленты — 24 мм.

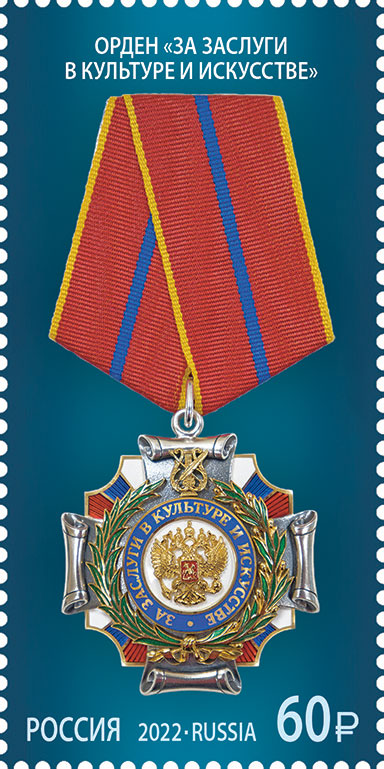
Почтовая марка 2022

На ленте ордена «За заслуги в культуре и искусстве» в виде розетки крепится миниатюрное изображение ордена из металла с эмалью. Расстояние между концами креста — 13 мм. Диаметр розетки — 15 мм.

## Кавалеры ордена

### 2022 год (33 человека)
1. Лещенко, Лев Валерьянович (20 января 2022) — президент Культурного фонда Льва Лещенко, артист-вокалист, член Международного союза деятелей эстрадного искусства (творческого союза), город Москва[4].
2. Губайдулина, София Асгатовна (21 февраля 2022) — композитор, член Всероссийской общественной организации «Союз композиторов России», город Москва[5].
3. Калинина, Наталья Алексеевна (21 февраля 2022) — ведущий научный сотрудник отдела рукописей федерального государственного бюджетного учреждения культуры «Государственный музей Л. Н. Толстого», город Москва[5].
4. Лунёва, Наталия Петровна (21 февраля 2022) — директор Санкт-Петербургского государственного бюджетного учреждения культуры «Санкт-Петербургский государственный театр марионеток им. Е. С. Деммени»[5].
5. Туминас, Римас (21 февраля 2022) — художественный руководитель федерального государственного бюджетного учреждения культуры «Государственный академический театр имени Евгения Вахтангова», город Москва[5].
6. Овчинников, Олег Николаевич (21 марта 2022) — регент (главный дирижёр) хора Митрополичьего округа Русской православной церкви в Республике Казахстан[6].
7. Газманов, Олег Михайлович (8 июля 2022) — артист-вокалист, художественный руководитель общества с ограниченной ответственностью «ОМГ-ПРОМО», город Москва[7].
8. Лаворько, Василий Васильевич (15 июля 2022) — художник-живописец Брянской организации Всероссийской общественной организации «Союз художников России»[8].
9. Пьеха, Эдита Станиславовна (15 июля 2022) — солистка-вокалистка Межрегионального Союза концертных деятелей, город Санкт-Петербург[8].
10. Чуваева, Ольга Александровна (15 июля 2022) — артистка федерального государственного бюджетного учреждения культуры «Государственный академический Малый театр России», город Москва[8].
11. Кара, Юрий Викторович (25 августа 2022) — кинорежиссёр-постановщик федерального государственного унитарного предприятия «Киноконцерн «Мосфильм», город Москва[9].
12. Паршин, Сергей Иванович (25 августа 2022) — артист федерального государственного бюджетного учреждения культуры «Национальный драматический театр России (Александринский театр)», город Санкт-Петербург[9].
13. Назаров, Юрий Владимирович (5 сентября 2022) — артист, член межрегиональной общественной организации «Гильдия актёров кино России», город Москва[10].
14. Грабко, Лариса Макаровна (14 сентября 2022) — профессор кафедры федерального государственного бюджетного образовательного учреждения высшего образования «Санкт-Петербургская государственная консерватория имени Н. А. Римского-Корсакова»[11].
15. Брагинский, Виктор Эммануэлевич (21 сентября 2022) — профессор кафедры федерального государственного бюджетного образовательного учреждения высшего образования «Всероссийский государственный университет кинематографии имени С. А. Герасимова», город Москва[12].
16. Конторович, Лев Зямович (7 октября 2022) — главный дирижёр — художественный руководитель Академического Большого хора федерального государственного бюджетного учреждения по организации, производству и распространению музыкальных и культурно-просветительских программ «Российский государственный музыкальный телерадиоцентр», город Москва[13].
17. Сергеев, Владислав Александрович (7 октября 2022) — художник-график, живописец, член Вологодского регионального отделения Всероссийской творческой общественной организации «Союз художников России»[13].
18. Бабятинский, Валерий Константинович (12 октября 2022) — артист федерального государственного бюджетного учреждения культуры «Государственный академический Малый театр России», город Москва[14].
19. Миткевич, Мая Владимировна (12 октября 2022) — директор государственного бюджетного учреждения культуры Архангельской области «Государственное музейное объединение "Художественная культура Русского Севера"»[14].
20. Поволяев, Валерий Дмитриевич (12 октября 2022) — писатель, член Общероссийской общественной организации «Союз писателей России», город Москва[14].
21. Золотусский, Игорь Петрович (19 октября 2022) — писатель, член Ассоциации союзов писателей и издателей, город Москва[15].
22. Ким, Анатолий Андреевич (19 октября 2022) — писатель, член Ассоциации союзов писателей и издателей, город Москва[15].
23. Куняев, Станислав Юрьевич (19 октября 2022) — писатель, член Ассоциации союзов писателей и издателей, город Москва[15].
24. Рейн, Евгений Борисович (19 октября 2022) — писатель, член Ассоциации союзов писателей и издателей, город Москва[15].
25. Чухонцев, Олег Григорьевич (19 октября 2022) — писатель, член Ассоциации союзов писателей и издателей, город Москва[15].
26. Баландин, Владимир Михайлович (14 ноября 2022) — мастер резьбы по кости, член Карельского регионального отделения Всероссийской творческой общественной организации «Союз художников России»[16].
27. Нагорнов, Владимир Порфирьевич (14 ноября 2022) — скульптор, председатель регионального отделения «Союз художников Чувашии» Всероссийской творческой общественной организации «Союз художников России»[16].
28. Гордеев, Вячеслав Михайлович (22 декабря 2022) — художественный руководитель государственного бюджетного учреждения культуры Московской области «Московский областной государственный академический театр балета "РУССКИЙ БАЛЕТ"»[17].
29. Посохин, Михаил Михайлович (22 декабря 2022) — вице-президент федерального государственного бюджетного учреждения «Российская академия художеств», город Москва[17].
30. Промптова, Ирина Юрьевна (30 декабря 2022) — профессор кафедры федерального государственного бюджетного образовательного учреждения высшего образования «Российский институт театрального искусства — ГИТИС», город Москва[18].
31. Рыбников, Алексей Львович (30 декабря 2022) — художественный руководитель государственного бюджетного учреждения культуры города Москвы «Московская государственная творческая мастерская под руководством Алексея Рыбникова»[18].
32. Тарасова, Ольга Георгиевна (30 декабря 2022) — профессор кафедры федерального государственного бюджетного образовательного учреждения высшего образования «Российский институт театрального искусства — ГИТИС», город Москва[18].
33. Федосеев, Владимир Иванович (30 декабря 2022) — художественный руководитель федерального государственного бюджетного учреждения культуры «Государственный академический Большой симфонический оркестр им. П. И. Чайковского», город Москва[18].

### 2023 год (32 человека)
1. Вербицкий, Владимир Игоревич (11 февраля 2023) — главный дирижёр академического симфонического оркестра государственного бюджетного учреждения культуры Воронежской области «Воронежское государственное гастрольно-концертное объединение "Филармония"»[19].
2. Гиндин, Александр Шефтельевич (27 февраля 2023) — артист — концертный исполнитель государственного бюджетного учреждения культуры «Калининградская областная филармония имени Е. Ф. Светланова»[20].
3. Учитель, Алексей Ефимович (27 февраля 2023) — генеральный директор общества с ограниченной ответственностью «Творческо-производственное объединение "РОК"», город Санкт-Петербург[20]
4. Ильин, Владимир Адольфович (12 апреля 2023) — артист, член Общероссийской общественной организации «Союз кинематографистов Российской Федерации», город Москва[21]
5. Петров, Владимир Сергеевич (12 апреля 2023) — художественный руководитель государственного бюджетного учреждения культуры Воронежской области «Воронежский государственный академический театр драмы имени А. Кольцова»[21]
6. Доронина, Татьяна Васильевна (27 апреля 2023) — президент федерального государственного бюджетного учреждения культуры «Московский Художественный академический театр имени М. Горького»[22]
7. Михайлова, Тамара Анатольевна (27 апреля 2023) — директор федерального государственного бюджетного учреждения культуры «Государственный академический Малый театр России», город Москва[22]
8. Зверева, Наталья Алексеевна (12 мая 2023) — профессор кафедры федерального государственного бюджетного образовательного учреждения высшего образования «Российский институт театрального искусства — ГИТИС», город Москва[23].
9. Карпова, Вера Александровна (24 мая 2023) — артистка Санкт-Петербургского государственного бюджетного учреждения культуры «Академический театр Комедии им. Н. П. Акимова»[24].
10. Кураев, Михаил Николаевич (24 мая 2023) — писатель, член Ассоциации союзов писателей и издателей, город Москва[24].
11. Попов, Валерий Георгиевич (24 мая 2023) — писатель, член Ассоциации союзов писателей и издателей, город Москва[24].
12. Потанин, Виктор Фёдорович (24 мая 2023) — писатель, член Ассоциации союзов писателей и издателей, город Москва[24].
13. Яковлева, Ольга Михайловна (24 мая 2023) — артистка федерального государственного бюджетного учреждения культуры «Московский Художественный академический театр имени А. П. Чехова»[24].
14. Селютина, Любовь Семёновна (9 июня 2023) — артистка государственного бюджетного учреждения культуры города Москвы «Московский театр на Таганке»[25].
15. Кочергин, Эдуард Степанович (27 июня 2023) — главный художник федерального государственного бюджетного учреждения культуры «Российский государственный академический Большой драматический театр имени Г. А. Товстоногова», город Санкт-Петербург[26].
16. Колганова, Ида Ароновна (10 июля 2023) — директор федерального государственного бюджетного учреждения культуры «Российская государственная библиотека искусств», город Москва[27].
17. Лавринович, Эмма Васильевна (20 июля 2023) — директор — художественный руководитель Санкт-Петербургского государственного бюджетного учреждения культуры «Большой концертный зал "Октябрьский"»[28].
18. Дмитриева, Людмила Борисовна (31 июля 2023) — артистка государственного бюджетного учреждения культуры города Москвы «Московский театр "ET CETERA" под руководством Александра Калягина»[29].
19. Максимов, Виталий Эдуардович (8 августа 2023) — режиссёр, член Общероссийской общественной организации «Союз кинематографистов Российской Федерации», город Москва[30].
20. Глушенко, Евгения Константиновна (17 августа 2023) — артистка федерального государственного бюджетного учреждения культуры «Государственный академический Малый театр России», город Москва[31].
21. Филиппов, Михаил Иванович (25 августа 2023) — артист государственного бюджетного учреждения культуры города Москвы «Московский академический театр имени Вл. Маяковского»[32].
22. Михалёва, Людмила Николаевна (4 сентября 2023) — директор государственного бюджетного учреждения дополнительного образования города Москва «Детская школа искусств имени С. Т. Рихтера»[33].
23. Рукша, Геннадий Леонидович (4 сентября 2023) — главный библиограф краевого государственного автономного учреждения культуры Государственной универсальной научной библиотеки Красноярского края[33].
24. Сынкина, Ольга Петровна (18 сентября 2023) — директор государственного автономного учреждения культуры Саратовской области «Дворец культуры "Россия"»[34].
25. Ширшова, Любовь Васильевна (18 сентября 2023) — советник отделения скульптуры учёного секретариата федерального государственного бюджетного учреждения «Российская академия художеств», город Москва[34].
26. Куценко, Юрий Георгиевич (3 октября 2023) — артист государственного бюджетного учреждения культуры города Москвы «Государственный академический театр имени Моссовета»[35].
27. Шатилова, Татьяна Юрьевна (3 октября 2023) — артистка федерального государственного бюджетного учреждения культуры «Российский государственный академический молодёжный театр», город Москва[35].
28. Кострова, Ирина Васильевна (8 ноября 2023) — чтец-мастер художественного слова Мастерской чтецов объединения творческих коллектив государственного бюджетного учреждения культуры города Москвы «Москонцерт»[36].
29. Леонтьев, Авангард Николаевич (22 ноября 2023) — артист федерального государственного бюджетного учреждения культуры «Московский Художественный академический театр имени А. П. Чехова»[37].
30. Смирнов, Николай Гордеевич (4 декабря 2023) — президент Фонда развития народных художественных промыслов Нижегородской области[38].
31. Спесивцев, Вячеслав Семёнович (4 декабря 2023) — художественный руководитель государственного бюджетного учреждения культуры города Москвы «Московский молодёжный экспериментальный театр под руководством Вячеслава Спесивцева»[38].
32. Паухова, Татьяна Олеговна (21 декабря 2023) — советник Главного секретариата федерального государственного унитарного предприятия «Всероссийская государственная телевизионная и радиовещательная компания», город Москва[39]

### 2024 год (60 человек)
1. Бурэ-Небельсен, Юрий Валерьевич (3 января 2024) — художественный руководитель областного бюджетного учреждения культуры «Курский государственный драматический театр имени А. С. Пушкина»[40].
2. Воронина, Инга Аркадьевна (3 января 2024) — заведующая кафедрой федерального государственного бюджетного образовательного учреждения высшего образования «Московская государственная академия хореографии»[40].
3. Жиганова, Людмила Алексеевна (3 января 2024) — директор государственного автономного учреждения культуры Новосибирской области «Новосибирский государственный областной Дом народного творчества»[40].
4. Харет, Константин Спирович (8 февраля 2024) — артист Государственного русского драматического театра имени А. П. Чехова, гражданин Республики Молдова[41].
5. Басинский, Павел Валерьевич (8 февраля 2024) — писатель, член Творческого совета Ассоциации союзов писателей и издателей России, город Москва[41].
6. Дуров, Юрий Юрьевич (15 февраля 2024) — заместитель художественного руководителя по творческим вопросам государственного бюджетного учреждения культуры города Москвы «Театр "Уголок дедушки Дурова"»[42].
7. Агуреева, Полина Владимировна (14 марта 2024) — артистка государственного бюджетного учреждения культуры города Москвы «Московский театр "Мастерская П. Н. Фоменко"»[43].
8. Дружинина, Светлана Сергеевна (14 марта 2024) — режиссёр-постановщик, член Общероссийской общественной организации «Союз кинематографистов Российской Федерации», город Москва[43].
9. Балтина, Таисья Леонтьевна (3 апреля 2024) — директор муниципального автономного учреждения культуры города Перми «Пермский планетарий»[44].
10. Носик, Владимир Бенедиктович (3 апреля 2024) — артист федерального государственного бюджетного учреждения культуры «Государственный академический Малый театр России», город Москва[44].
11. Тарасова, Ирэна Борисовна (3 апреля 2024) — артистка государственного бюджетного учреждения культуры города Москвы «Московский музыкально-драматический цыганский театр "Ромэн"»[44].
12. Богуславская, Зоя Борисовна (11 апреля 2024) — председатель некоммерческой организации Благотворительного Фонда имени поэта Андрея Вознесенского, город Москва[45].
13. Гальцева, Татьяна Александровна (11 апреля 2024) — профессор кафедры федерального государственного бюджетного образовательного учреждения высшего образования «Московская государственная академия хореографии»[45].
14. Петров, Евгений Николаевич (11 апреля 2024) — директор — художественный руководитель государственного бюджетного учреждения культуры Нижегородской области «Нижегородский губернский оркестр»[45].
15. Трофимов, Александр Алексеевич (11 апреля 2024) — артист государственного бюджетного учреждения культуры города Москвы «Московский театр на Таганке»[45].
16. Безруков, Сергей Витальевич (22 апреля 2024) — художественный руководитель государственного автономного учреждения культуры Московской области «Центр развития театрального искусства «Московский Губернский драматический театр»[46].
17. Богданова, Елена Викторовна (22 апреля 2024) — директор федерального государственного бюджетного учреждения культуры «Государственный историко-архитектурный и этнографический музей-заповедник "Кижи"», Республика Карелия[46].
18. Каменева, Марина Ниловна (22 апреля 2024) — генеральный директор общества с ограниченной ответственностью «Торговый Дом Книги "Москва"»[46].
19. Федорцов, Андрей Альбертович (22 апреля 2024) — артист Санкт-Петербургского государственного бюджетного учреждения культуры «Театр Эстрады имени Аркадия Райкина»[46].
20. Михайлов, Станислав Владимирович (27 апреля 2024) — артист-вокалист, член Международного союза деятелей эстрадного искусства (творческого союза), город Москва[47].
21. Дубровская, Анна Леонардовна (2 мая 2024) — профессор федерального государственного бюджетного образовательного учреждения высшего образования «Театральный институт имени Бориса Щукина при Государственном академическом театре имени Евгения Вахтангова», город Москва[48].
22. Дуркина, Галина Александровна (2 мая 2024) — директор государственного бюджетного учреждения культуры Ненецкого автономного округа «Тельвисочный социально-культурный центр "Престиж"»[48].
23. Пясецкий, Валерий Владимирович (2 мая 2024) — ректор федерального государственного бюджетного образовательного учреждения высшего образования «Центральная музыкальная школа — Академия исполнительского искусства», город Москва[48].
24. Турецкий, Михаил Борисович (2 мая 2024) — художественный руководитель государственного бюджетного учреждения культуры города Москвы «Хор солистов»[48].
25. Тюркин, Михаил Леонидович (2 мая 2024) — президент автономной некоммерческой организации по проведению массовых физкультурно-спортивных мероприятий «Продюсерский центр "Динамо"», город Москва[48].
26. Бозин, Дмитрий Станиславович (21 мая 2024) — артист государственного бюджетного учреждения культуры города Москвы «Театр Романа Виктюка», город Москва[49].
27. Милованов, Леонид Петрович (21 мая 2024) — художественный руководитель областного бюджетного учреждения культуры «Театр танца «Казаки России», Липецкая область[49].
28. Рогожин, Сергей Львович (21 мая 2024) — артист-вокалист Санкт-Петербургского государственного бюджетного учреждения культуры «Петербург-концерт»[49].
29. Смелянский, Давид Яковлевич (21 мая 2024) — советник генерального директора федерального государственного бюджетного учреждения культуры «РОСКОНЦЕРТ», город Москва[49].
30. Уманец, Анатолий Фёдорович (21 мая 2024) — профессор кафедры федерального государственного бюджетного образовательного учреждения высшего образования «Московский государственный институт культуры», Московская область[49].
31. Асадуллин, Альберт Наруллович (29 мая 2024) — профессор кафедры сольного пения института музыки, театра и хореографии федерального государственного бюджетного образовательного учреждения высшего образования «Российский государственный педагогический университет им. А. И. Герцена», город Санкт-Петербург[50].
32. Заволокина, Анастасия Геннадьевна (29 мая 2024) — директор общества с ограниченной ответственностью Российского центра «Играй, гармонь», Новосибирская область[50].
33. Крупин, Владимир Николаевич (13 июня 2024) — писатель, член Творческого совета Ассоциации союзов писателей и издателей России, город Москва[51].
34. Токарева, Виктория Самуиловна (13 июня 2024) — писатель, член Творческого совета Ассоциации союзов писателей и издателей России, город Москва[51].
35. Шатилова, Анна Николаевна (13 июня 2024) — диктор отдела дирекции оформления эфира акционерного общества «Первый канал», город Москва[51].
36. Афанасьев, Владислав Петрович (22 июня 2024) — член Амурской областной общественной организации Всероссийской творческой общественной организации «Союз художников России»[52].
37. Соболев, Геннадий Иванович (22 июня 2024) — хормейстер автономного учреждения культуры Вологодской области «Вологодская областная государственная филармония им. В. А. Гаврилина»[52].
38. Животов, Геннадий Васильевич (8 июля 2024) — профессор учебного центра «Арт-дизайн» факультета федерального государственного бюджетного образовательного учреждения высшего образования «Российский государственный гуманитарный университет», город Москва[53].
39. Санги, Владимир Михайлович (8 июля 2024) — писатель, член Творческого совета Ассоциации союза писателей и издателей России, город Москва[53].
40. Карисалов, Михаил Юрьевич (22 июля 2024) — генеральный директор общества с ограниченной ответственностью «СИБУР», город Москва[54].
41. Панченко, Пётр Алексеевич (22 июля 2024) — художник-скульптор, член региональной общественной организации «Московский союз художников»[54].
42. Сосновская, Ольга Александровна (22 июля 2024) — артистка-вокалистка государственного автономного учреждения Республики Коми «Академической театр оперы и балета Республики Коми»[54].
43. Сюхин, Сергей Никандрович (22 июля 2024) — художник, член Архангельского регионального отделения Всероссийской творческой общественной организации «Союз художников России»[54].
44. Стадлер, Сергей Валентинович (6 сентября 2024) — художественный руководитель — главный дирижёр Симфонического оркестра Санкт-Петербурга Санкт-Петербургского государственного бюджетного учреждения культуры «Петербург-концерт»[55].
45. Сенин, Игорь Илларионович (4 октября 2024) — артист оркестра народных инструментов, концертмейстер группы балалаек федерального государственного бюджетного учреждения культуры «Национальный академический оркестр народных инструментов России имени Н. П. Осипова», город Москва[56].
46. Алексеев, Валерий Иванович (21 ноября 2024) — артист бюджетного учреждения культуры Омской области «Омский государственный академический театр драмы»[57].
47. Алексеева, Валерия Ивановна (21 ноября 2024) — артистка бюджетного учреждения культуры Омской области «Омский государственный академический театр драмы»[57].
48. Михалевская, Татьяна Ивановна (21 ноября 2024) — артистка бюджетного учреждения культуры Омской области «Омский государственный академический театр драмы»[57].
49. Лапиньш, Илмарс Харийс (8 декабря 2024) — главный дирижёр (художественный руководитель) Губернаторского симфонического оркестра государственного автономного учреждения культуры Иркутской областной филармонии[58].
50. Маковецкий, Сергей Васильевич (8 декабря 2024) — артист федерального государственного бюджетного учреждения культуры «Государственный академический театр имени Евгения Вахтангова», город Москва[58].
51. Павлов, Алексей Прокопьевич (8 декабря 2024) — художественный руководитель государственного бюджетного учреждения Республики Caxa (Якутия) «Театр юного зрителя»[58].
52. Скоморохов, Сергей Геннадьевич (8 декабря 2024) — главный художник государственного бюджетного учреждения «Татарский государственный Академическии театр имени Галиасгара Камала», Республика Татарстан[58].
53. Верник, Игорь Эмильевич (20 декабря 2024) — артист федерального государственного бюджетного учреждения культуры «Московский Художественный академический театр имени А. П. Чехова»[59].
54. Водопьянов, Александр Александрович (20 декабря 2024) — артист государственного областного автономного учреждения культуры «Мурманский областной драматический театр»[59].
55. Волков, Николай Васильевич (20 декабря 2024) — профессор кафедры федерального государственного бюджетного образовательного учреждения высшего образования «Санкт-Петербургский государственный институт кино и телевидения»[59].
56. Крылова, Людмила Ивановна (20 декабря 2024) — артистка государственного бюджетного учреждения культуры города Москвы «Московский театр «Современник»[59].
57. Сираева, Савия Гимадлисламовна (20 декабря 2024) — артистка государственного бюджетного учреждения культуры и искусства Республики Башкортостан Уфимского государственного татарского театра «Hyp»[59].
58. Фролова, Татьяна Александровна (20 декабря 2024) — художественный руководитель государственного бюджетного профессионального образовательного учреждения «Воронежское хореографическое училище»[59].
59. Шаповская, Елена Михайловна (20 декабря 2024) — директор государственного автономного учреждения культуры «Рязанская областная филармония»[59].
60. Аскеров, Мирза-Ага Сафтарович (28 декабря 2024) — художественный руководитель отдела самодеятельного творчества Культурного центра федерального государственного бюджетного образовательного учреждения высшего образования «Московский государственный унмверситет имени М. В. Ломоносова»[60].

### 2025 год (70 человек)
1. Алтухова, Евгения Васильевна (24 января 2025) — репетитор по вокалу Вокальной мастерской объединения творческих коллективов государственного бюджетного учреждения культуры города Москвы «Москонцерт»[61].
2. Горюнова, Ирина Эдуардовна (24 января 2025) — руководитель литературно- драматургической части государственного бюджетного учреждения культуры города Москвы «Московский государственный театр «Ленком Марка Захарова»[61].
3. Смирнов, Виктор Григорьевич (24 января 2025) — писатель, член региональной общественной организации «Новгородское областное отделение Общероссийской общественной организации «Союз журналистов России»[61].
4. Безродная, Светлана Борисовна (1 февраля 2025) — художественный руководитель федерального государственного бюджетного учреждения культуры «Российский государственный академический камерный «Вивальди-оркестр», город Москва[62].
5. Максимов, Евгений Николаевич (1 февраля 2025) — академик-секретарь отделения живописи федерального государственного бюджетного учреждения «Российская академия художеств», город Москва[62].
6. Миллиоти, Елена Юрьевна (1 февраля 2025) — артистка государственного бюджетного учреждения культуры города Москвы «Московский театр «Современник»[62].
7. Тимофеев, Владимир Николаевич (1 февраля 2025) — директор Санкт-Петербургского государственного бюджетного учреждения культуры «Государственный музей городской скульптуры»[62].
8. Громова, Анна Витальевна (10 февраля 2025) —  председатель Наблюдательного совета Фонда содействия возрождению традиций милосердия и благотворительности «Елисаветинско-Сергиевское просветительское общество», город Москва[63].
9. Орлов, Сергей Васильевич (10 февраля 2025) — заместитель генерального директора по организации деятельности филиальной сети Санкт-Петербургского государственного бюджетного учреждения культуры «Государственный музей истории Санкт-Петербурга»[63].
10. Попова, Валентина Сергеевна (10 февраля 2025) — артистка Тамбовского областного государственного автономного учреждения культуры «Тамбовтеатр»[63].
11. Реутов, Василий Робертович (10 февраля 2025) — артист федерального государственного бюджетного учреждения культуры «Российский государственный академический Большой драматический театр имени Г.А.Товстоногова», город Санкт-Петербург[63].
12. Соковнин, Владимир Борисович (10 февраля 2025) — академик федерального государственного бюджетного учреждения «Российская академия художеств», город Москва[63].
13. Астахов, Никита Сергеевич (3 марта 2025) — художественный руководитель государственного бюджетного учреждения культуры города Москвы «Русский духовный театр «ГЛАС»[64].
14. Володина, Юлия Константиновна (3 марта 2025) — директор областного государственного бюджетного учреждения культуры «Ульяновский областной краеведческии музей имени И. А. Гончарова»[64].
15. Градковский, Валерий Борисович  (3 марта 2025) — директор Санкт-Петербургского государственного бюджетного учреждения культуры «Санкт-Петербургский академический Театр имени Ленсовета»[64].
16. Краснов, Владимир Александрович  (3 марта 2025) — артист федерального государственного бюджетного учреждения культуры «Московский Художественный академический театр имени А. П. Чехова»[64].
17. Лаптев, Юрий Константинович  (3 марта 2025) — заведующий кафедрой федерального государственного бюджетного образовательного учреждения высшего образования «Санкт-Петербургская государственная консерватория имени Н. А. Римского-Корсакова»[64].
18. Нехай, Асланчерий Касимович  (3 марта 2025) — председатель регионального отделения Союза композиторов Республики Адыгея общественной организации «Союз композиторов России»[64].
19. Петров, Анатолий Владимирович  (3 марта 2025) — артист федерального государственного бюджетного учреждения культуры «Российский государственный академический Большой драматический театр имени Г. А. Товстоногова», город Санкт-Петербург[64].
20. Проскурин, Сергей Георгиевич  (3 марта 2025) — директор научного бюджетного учреждения Курской области «Научно-методический центр музыкальной культуры и искусства»[64].
21. Сокол-Садоха, Анатолий Олегович  (3 марта 2025) — артист-дрессировщик федерального каменного предприятия «Российская государственная цирковая компания», город Москва[64].
22. Хавторин, Борис Порфирьевич  (3 марта 2025) — ректор государственного бюджетного образовательного учреждения высшего образования «Оренбургский государственный институт искусств им. Л. и М. Ростроповичей»[64].
23. Чеботарёв, Владимир Николаевич  (3 марта 2025) — художник Сахалинского регионального отделения Всероссийской творческой общественной организации «Союз художников России»[64].
24. Чернов, Анатолий Сергеевич (3 марта 2025) — художник, член Кемеровского областного отделения Всероссийской творческой общественной организации «Союз художников России»[64].
25. Чунихина, Бронислава Сергеевна  (3 марта 2025) — заведующая труппой государственного бюджетного учреждения культуры города Москвы «Московский академический театр сатиры»[64].
26. Шацкая, Нинэль Аркадьевна  (3 марта 2025) — артистка-вокалистка Продюсерского центра государственного бюджетного учреждения культуры города Москвы «Москонцерт»[64].
27. Шумаков, Николай Иванович (3 марта 2025) — президент Общероссийской творческой профессиональной общественной организации «Союз архитекторов России», город Москва[64].
28. Аллегрова, Ирина Александровна (10 марта 2025) — артистка-вокалистка общества с ограниченной ответственностью «Бюро АРТиКУЛ», город Москва[65].
29. Васильев, Юрий Борисович (10 марта 2025) — артист государственного бюджетного учреждения культуры города Москвы «Московский академический театр сатиры»[65].
30. Воскресенский, Игорь Николаевич (10 марта 2025) — ответственный секретарь союза общественных объединений «Международная Ассоциация Союзов архитекторов», город Москва[65].
31. Лопушанский, Константин Сергеевич (10 марта 2025) — профессор кафедры федерального государственного бюджетного образовательного учреждения высшего образования «Санкт-Петербургский государственный институт кино и телевидения»[65].
32. Славутский, Александр Яковлевич (10 марта 2025) — художественный руководитель — директор государственного бюджетного учреждения культуры Республики Татарстан «Казанский академический русский Большой драматический театр имени В. И. Качалова»[65].
33. Мессерер, Борис Асафович (25 марта 2025) — академик-секретарь отделения театрального искусства и киноискусства федерального государственного бюджетного учреждения «Российская академия художеств», город Москва[66].
34. Пирогов, Кирилл Альфредович (25 марта 2025) — артист государственного бюджетного учреждения культуры города Москвы «Московский театр «Мастерская П. Н. Фоменко»[66].
35. Зумакулова, Танзиля Мустафаевна (16 апреля 2025) — поэт, член Кабардино-Балкарского регионального отделения Общероссийской общественной организации «Союз писателей России»[67].
36. Удовиченко, Лариса Ивановна (23 апреля 2025) — артистка, член Общероссийской общественной организации «Союз кинематографистов Российской Федерации», город Москва[68].
37. Дербенко, Евгений Петрович (5 мая 2025) — преподаватель бюджетного профессионального образовательного учреждения Орловской области «Орловский музыкальный колледж»[69].
38. Карюк, Геннадий Васильевич (5 мая 2025) — кинооператор, член Общероссийской общественной организации «Союз кинематографистов Российской Федерации», город Москва[69].
39. Клевицкий, Александр Леонидович (5 мая 2025) — главный дирижёр — художественный руководитель Академического Большого концертного оркестра имени Ю. Силантьева федерального государственного бюджетного учреждения пор организации, производству и распространению музыкальных и культурно-просветительских программ «Российский государственный музыкальный телерадиоцентр», город Москва[69].
40. Сметанников, Леонид Анатольевич (5 мая 2025) — заведующий кафедрой федерального государственного бюджетного образовательного учреждения высшего образования «Саратовская государственная консерватория имени Л. В. Собинова»[69].
41. Егоров, Виталий Михайлович (21 мая 2025) — артист государственного бюджетного учреждения культуры города Москвы «Московский театр Олега Табакова»[70].
42. Коваль, Наталия Эдуардовна (21 мая 2025) — художественный руководитель государственного бюджетного учреждения культуры Луганской Народной Республики «Луганский академический музыкально- драматический театр имени М.Голубовича»[70].
43. Рогожкина, Наталья Сергеевна (21 мая 2025) — артистка федерального государственного бюджетного учреждения культуры «Московский Художественный академический театр имени А.П.Чехова»[70].
44. Афанасьев, Сергей Николаевич (30 мая 2025) — художественный руководитель муниципального бюджетного учреждения культуры города Новосибирска «Новосибирский городской драматический театр под руководством Сергея Афанасьева»[71].
45. Волгин, Аркадий Наумович (30 мая 2025) — артист федерального государственного бюджетного учреждения культуры «Национальный драматический театр России (Александринский  театр)», город Санкт-Петербург[71].
46. Забелина, Наталья Аветиковна (30 мая 2025) — директор государственного бюджетного учреждения культуры города Москвы «Центральная Городская Деловая Библиотека»[71].
47. Kорнев, Михаил Георгиевич (30 мая 2025) — директор муниципального бюджетного учреждения культуры города Иркутска «Иркутский городской театр народной драмы»[71].
48. Майоров, Игорь Петрович (30 мая 2025) — звукорежиссёр, член Общероссийской общественной организации «Союз кинематографистов Российской Федерации», город Москва[71].
49. Никитенко, Валерий Ефремович (30 мая 2025) — артист Санкт-Петербургского государственного бюджетного учреждения культуры «Академический театр Комедии им. Н. П. Акимова»[71].
50. Оздоев, Муса Хазботович (30 мая 2025) — главный балетмейстер государственного бюджетного учреждения Республики Дагестан «Дагестанский государственный театр оперы и балета»[71].
51. Погребничко, Юрий Николаевич (30 мая 2025) — художественный руководитель государственного бюджетного учреждения культуры города Москвы «Московский театр ОКОЛО дома Станиславского»[71].
52. Седова, Галина Михайловна (30 мая 2025) — заведующая отделом "Мемориальный музей-квартира А.С.Пушкина" федерального государственного бюджетного учреждения культуры «Всероссийский музей А. С. Пушкина», город Санкт-Петербург[71].
53. Вержбицкий, Виктор Александрович (24 июня 2025) — артист федерального государственного бюджетного учреждения культуры «Государственный театр наций», город Москва[72].
54. Хомова, Ольга Сергеевна (24 июня 2025) — генеральный директор Санкт-Петербургского государственного бюджетного учреждения культуры «Государственная академическая капелла Санкт-Петербурга»[72].
55. Никитина, Алла Владленовна (17 июля 2025) — директор Санкт-Петербургского государственного бюджетного учреждения дополнительного образования «Санкт-Петербургская детская школа искусств имени М. И. Глинки»[73].
56. Манучаров, Вячеслав Рафаэлевич (21 июля 2025) — артист государственного бюджетного учреждения культуры города Москвы «Московский государственный академический театр «Русская песня»[74].
57. Адабашьян, Александр Артёмович (31 июля 2025) — кинодраматург, член Общероссийской общественной организации «Союз кинематографистов Российской Федерации», город Москва[75].
58. Голдовский, Борис Павлович (31 июля 2025) — художественный руководитель государственного бюджетного учреждения культуры города Москвы «Московский театр кукол»[75].
59. Догадова, Алла Викторовна (31 июля 2025) — артистка федерального государственного бюджетного учреждения культуры «Национальный академический оркестр народных инструментов России имени Н. П. Осипова», город Москва[75].
60. Ким, Владимир Николаевич (31 июля 2025) — художественный руководитель Севастопольского симфонического оркестра государственного бюджетного учреждения культуры города Севастополя «Севастопольский центр культуры и искусств»[75].
61. Лякина, Тамара Ивановна (31 июля 2025) — артистка государственного бюджетного учреждения культуры города Москвы «Московский драматический театр имени А. С. Пушкина»[75].
62. Ромашко, Евгений Викторович (31 июля 2025) — первый вице-президент Общероссийской общественной организации «Творческий союз художников России», город Москва[75].
63. Смирнов, Алексей Ефимович (31 июля 2025) — председатель правления Воронежского регионального отделения Всероссийской творческой общественной организации «Союз художников России»[75].
64. Суровцев, Владимир Александрович (31 июля 2025) — член региональной общественной организации «Московский союз художников», город Москва[75].
65. Шварцкопф, Юрий Алексеевич (31 июля 2025) — генеральный директор Санкт-Петербургского государственного автономного учреждения культуры «Санкт-Петербургский государственный театр музыкальной комедии»[75].
66. Иванский, Владимир Эдуардович (6 августа 2025) — артист муниципального автономного учреждения культуры «Екатеринбургский театр юного зрителя», Свердловская область[76].
67. Немзер, Елена Яковлевна (6 августа 2025) — артистка федерального государственного бюджетного учреждения культуры «Национальный драматический театр России (Александринский театр)», город Санкт-Петербург[76].
68. Раков, Виктор Викторович (6 августа 2025) — артист государственного бюджетного учреждения культуры города Москвы «Московский государственный театр «Ленком Марка Захарова»[76].
69. Романов, Александр Сергеевич (6 августа 2025) — директор государственного бюджетного учреждения культуры Челябинской области «Златоустовский государственный драматический театр «Омнибус»[76].
70. Степанченко, Сергей Юрьевич (6 августа 2025) — артист государственного бюджетного учреждения культуры города Москвы «Московский государственный театр «Ленком Марка Захарова»[76].

### Награждённые коллективы
1. коллектив бюджетного учреждения культуры Омской области «Омский государственный академический театр драмы» (21 ноября 2024)[57].
2. коллектив федерального государственного бюджетного учреждения культуры «Государственный центральный музей современной истории России», город Москва (20 декабря 2024)[59].
3. коллектив государственного бюджетного учреждения культуры города Москвы «Московский академический театр сатиры» (10 февраля 2025)[63].
4. коллектив федерального государственного бюджетного образовательного учреждения высшего образования «Центральная музыкальная школа — Академия исполнительского искусства», город Москва (10 февраля 2025)[63].
5. коллектив государственного автономного учреждения культуры Республики Татарстан «Альметьевский татарский государственный драматический театр» (3 марта 2025)[64].
6. коллектив государственного бюджетного учреждения культуры Ставропольского края «Ставропольский государственный театр оперетты» (3 марта 2025)[64].
7. коллектив Красноярского филармонического русского оркестра имени А. Ю. Бардина краевого государственного автономного учреждения культуры «Красноярская краевая филармония» (10 марта 2025)[65].

### Кавалеры ордена, награждённые по неопубликованным указам
1. Академический ансамбль песни и пляски войск национальной гвардии Российской Федерации (сентябрь 2023)[77]
2. Шелогуров, Лев Исаевич — режиссёр Академического ансамбля песни и пляски Российской Армии имени А. В. Александрова
3. Студия военных художников имени М. Б. Грекова (2024)[78]